# Glaceau Smartwater
A Glaceau Smartwater (estilizada como smartwater) é uma marca de água engarrafada pertencente à Energy Brands, uma subsidiária da The Coca-Cola Company. Introduzida em 1996 como "Ice Mountain Spring Water" e "Glaceau Mineral Water" nos Estados Unidos, passou a ser conhecida como Smartwater em 1998. Até 2016, era uma das cinco marcas de água engarrafada mais vendidas nesse país, com vendas que totalizaram quase US$ 830 milhões em 2017.
A marca também está disponível em outros países, incluindo Argentina, Austrália, Brasil, Canadá, Chile, China, Croácia, França, Hungria, Índia, Malásia, Romênia, Sérvia, Singapura, Emirados Árabes Unidos e Reino Unido.

## Produto
A Smartwater é fabricada pelo processo de destilação. Esse processo remove a maioria das impurezas inorgânicas, como minerais naturalmente dissolvidos, mas pode permitir a passagem de matéria orgânica com baixo ponto de ebulição. Depois, certos eletrólitos minerais como potássio, cálcio e magnésio são adicionados de volta. A Foodwatch descreve o processo como "completamente inútil do ponto de vista nutricional". A garrafa da Smartwater (não a água em si) é usada em acampamentos ultraleves porque é relativamente leve, forte e compacta, em comparação com outras garrafas de água descartáveis.